# Tanooki Suit
Tanooki Suit nos jogos Super Mario Bros. 3 e Super Mario 3D Land é uma roupa que lembra o tanuki, animal e lenda japonesa. Pode voar e bater com a cauda anelada, como Raccoon Mario, mas essa fantasia é mais elaborada.O jogo Super mario 3D Land , lançado dia 13 de Novembro de 2011 atriu o publico pois o power-up Leaf Cup retorna e pode transforma-lo em Tanooki Mario.

## Statue Mario
Mario como um Tanooki pode se transformar em estátua, agachando e apertando Y. Como pedra, Mario fica uns 6 segundos invencível, como também dura a forma e pode esmagar quase todos os inimigos, menos alguns Thwomps.

## Controvérsias
Em Novembro de 2010, a PETA (People for the Ethical Treatment of Animals, em português: Pessoas pelo Tratamento Ético dos Animais), protestou contra o uso da roupa do personagem, criando o advergame Super Tanooki Skin 2D, onde um Mario com sangue nos ombros é perseguido por tanuki mutilado.